# 薩哈林1號
薩哈林1號 (俄语：  Сахалин-1) 是位於俄羅斯库页岛和其近海的一個石油以及天然氣生产項目。鄂霍次克海的三个油田Chayvo、Odoptu 和 Arkutun-Dagi就隸屬於該項目。 该項目自1996年起由埃克森石油天然气有限公司（ENL）管理和运营。2003年钻出第一口井。
2022年3月2日，由於2022年俄羅斯入侵烏克蘭，埃克森美孚宣布将不再運營薩哈林1號，并且之後也不會在俄罗斯有任何投資。 
2022年10月14日，承接萨哈林1号的新公司正式成立。11月4日，日本经济产业大臣西村康稔宣布，日方正式决定保留在萨哈林1号油气项目中的股份。